# Kalvholm (vid Bergö, Vårdö)
Kalvholm är en ö i Bergö fjärden i Vårdö kommun på Åland. Den ligger strax sydväst om den tidigare ön Hästholm som nu bildar en udde av Bergö.
Öns area är 20,6 hektar och dess största längd är 0,7 kilometer i sydöst-nordvästlig riktning. Belägen på en bergstopp på den östra delen av Kalvholm finns stenrösen och en stenkompass som visar 16 väderstreck.